# Spor

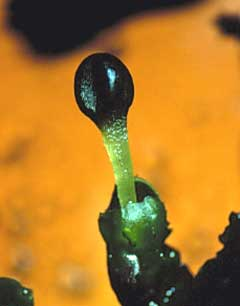
Sporkapsel och sporkapselstjälk på en levermossa.

Spor är del av vissa levande organismers livscykel, till exempel svampars, bakteriers och växters.
Processen där organismer producerar (bildar) sporer kallas sporulering. De gör det när den omgivande miljön genomgår ogynnsamma skiftningar i kemiska eller fysikaliska förhållanden, till exempel temperatur och torka.

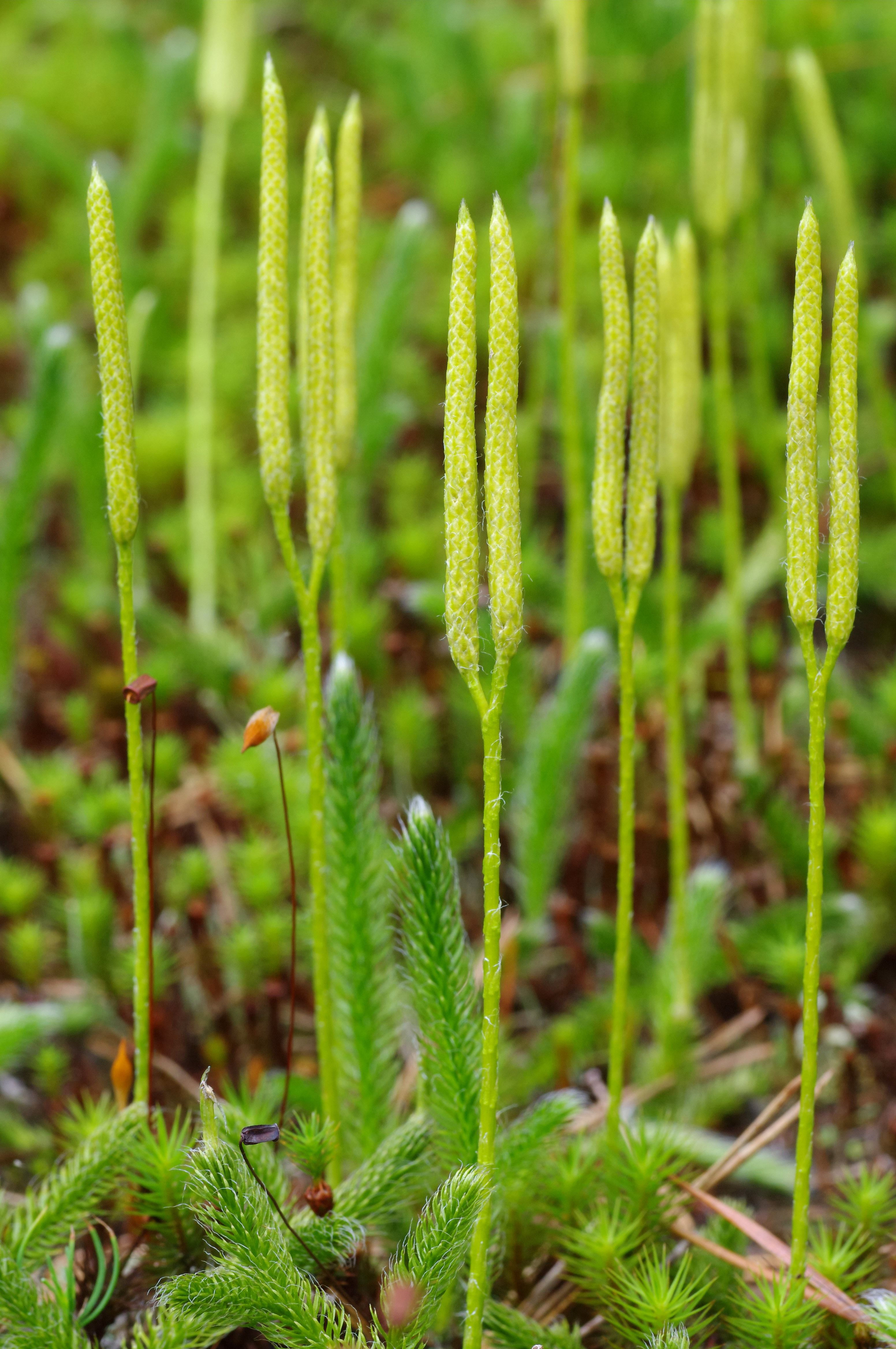
Sporangium (sporbildande organ) längst upp på lummer.

## Sporer hos bakterier
Vissa grampositiva bakterier (till exempel Clostridium botulinum) kan via en speciell process gå in i en endosporfas. Då bildas endosporer, som kan klara av extrema förhållanden. Eftersom bakterierna har kraftigt sänkt metabolism innanför väggarna kan de överleva extremt länge i för dem usla förhållanden. När de väl hamnar i gynnsamma förhållanden igen så kan de märka detta och snabbt utvecklas till aktiva bakterier. Som endosporer har bakterierna extra kraftiga cellväggar, kraftigt sänkt metabolism, speciella åtgärder för att hindra att deras kromosom förstörs av strålning, uttorkning och liknande. Bland de bakteriestammar som har förmåga att bilda endosporer gör de detta istället för att utföra mitos (celldelning) ibland, och chansen för att de ska bilda en endospor ökar om förhållandena blir dåliga. Stammar av sådana bakterier kan därför överleva trots att man kokar dem, då det alltid är en viss andel av dem som är i endosporfas. För att döda också sporerna måste man genomföra sterilisering, desinfektion räcker inte.

## Sporer hos mossor
Hos alla typer av mossor (levermossor, nålfruktsmossor och bladmossor) är sporer den aktiva spridningsenheten. Efter att spermier befruktat äggcellen hos honmossan växer den diploida (2n) sporofyten upp. Längst upp sitter sporkapseln där reduktionsdelning sker och sporer (n) bildas. Därefter öppnas kapseln och sporerna sprids. När sporerna gror kan nya haploida (n) mossplantor (gametofyter) växa upp. Hos vissa enkelt byggda levermossor kan sporkapselstjälken ibland saknas.

## Sporer hos lummerväxter och ormbunksväxter

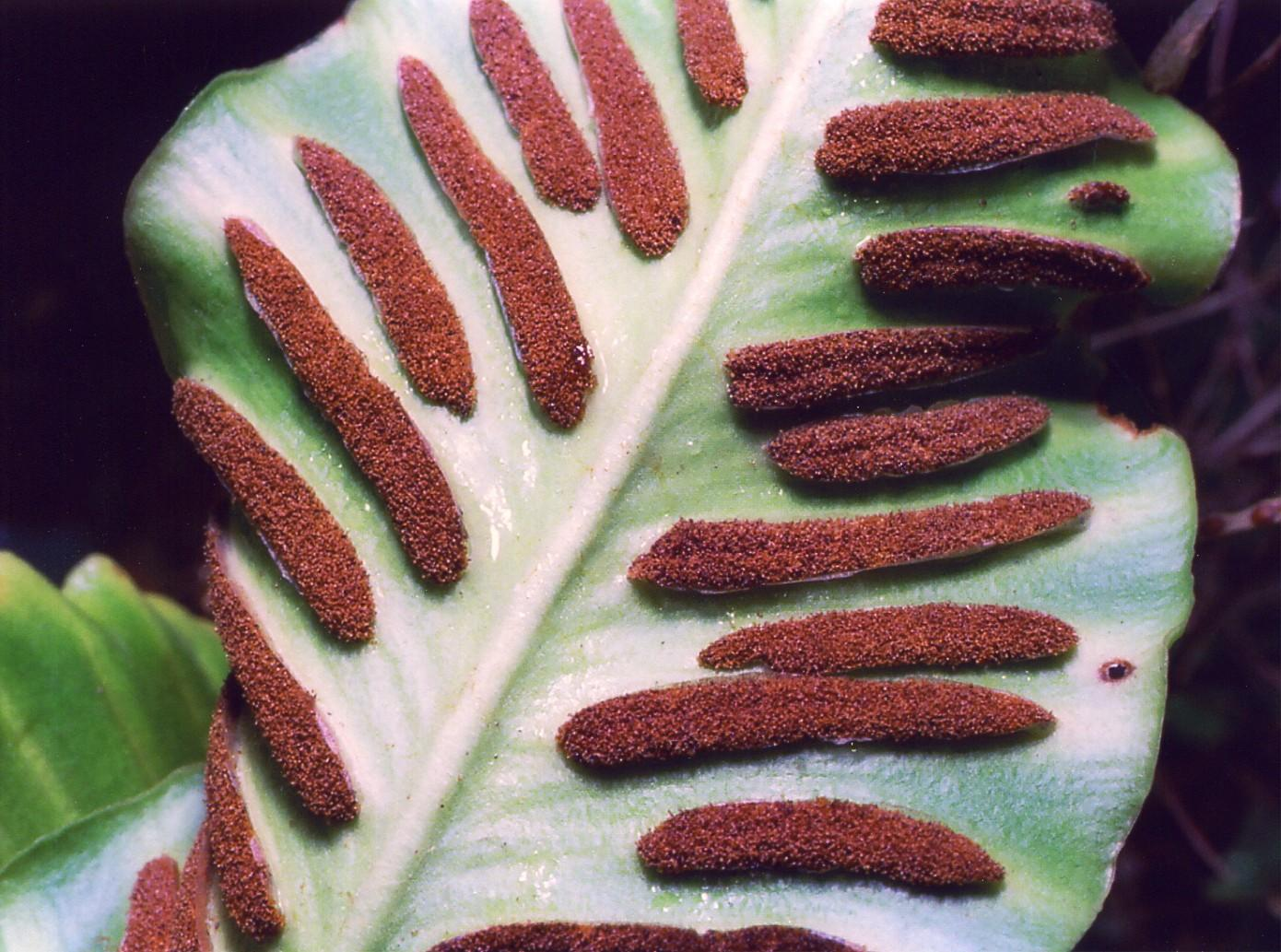
Sporansamlingar på undersidan av ett ormbunksblad.

Hos kärlkryptogamerna (lummerväxterna och ormbunksväxterna) är sporerna också den aktiva spridningsenheten. Hos lummerväxter och fräkenväxter bildas sporerna i sporangier längst upp på den diploida (2n) sporofyten. Hos ormbunkar bildas sporerna som regel i sporgömmen (sori) på undersidan av bladen. När sporerna gror bildas gamofyter som kallas protallium (n). På dessa protallier finns han- och honorgan och likt hos mossorna krävs vatten för att spermierna ska kunna simma från hanorganet till honorganet där äggcellen finns. Efter befruktningen kan en ny diploid planta bildas (2n). 

### Homo- och heterospori
Hos kärlkryptogamerna bildas oftast endast en typ av sporer (homospori). Heterospori innebär att ha två olika sorters sporgömmen och växter som har det kallas Heterospora växter. I de honliga sporgömmena, som kallas makrosporgömmen finns fyra makrosporer och det är i dessa som protallierna utvecklas. I de hanliga sporgömmena - mikrosporgömmena finns många mikrosporer. Makrosporerna kallas alternativt för megasporer. 
Exempel på växter med heterospori är vattenormbunkarna (Salviniales) och mosslumrar (Selaginella).

## Sporer hos fröväxter

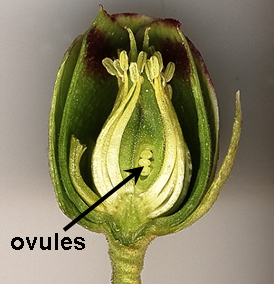
Megasporerna bildas inuti i fröämnet (ovule på engelska) hos fröväxterna.

Hos fröväxterna finns också sporer men de sprids inte. Alla fröväxter är heterospora; mikrosporer (n) bildas inuti hankottarna/hanblommorna medan megasporer (n) bildas inuti honkottarna/honblommorna (hos tvåkönade blommor så finns bägge typerna av sporer). Mikrosporen gror sedan inuti hankotten/hanblomman och ger upphov till pollenkornen som sedan sprids med vinden eller djur (oftast insekter). Megasporen bildar bland annat äggcellen inuti honorganet. Till skillnad mot övriga växter(=kryptogamerna) behövs inte blöta för befruktningen hos fröväxter. Således är fröväxterna i högre utsträckning än kryptogamerna anpassade till ett liv på land.